# クマトラ クレイジートラックストーリー
『クマトラ クレイジートラックストーリー』は、『漫画ゴラク』で連載された六田登の自動車漫画。単行本は全5巻が刊行されている。

## ストーリー
乗る者を狂気に誘い、破壊するという伝説のモンスタートラック、モビィ・ディック。かつて、クマトラの父は伝説に挑み、乗りこなせず、クマトラの目の前で倒れてしまう。クマトラは父の仇を討つべくモビィ・ディックに立ち向かう。

## 登場人物
- クマトラ五郎
- 晶子
- 衣笠
- シミズ